# Trilla
Trilla er det andet album fra den amerikanske rapper Rick Ross, udgivet i 2008. Det er efterfølgeren til Port of Miami.